# Sierra de Lavia
Sierra de Lavia este o arie protejată (arie specială de conservare — SAC, sit de importanță comunitară — SCI) din Spania întinsă pe o suprafață de 2.187,58 ha, integral pe uscat.

## Localizare
Centrul sitului Sierra de Lavia este situat la coordonatele 37°57′48″N 1°45′22″W / 37.9633°N 1.7561°V.

## Înființare
Situl Sierra de Lavia a fost declarat sit de importanță comunitară în aprilie 1999 pentru a proteja 14 specii de animale. Situl a fost protejat și ca arie specială de conservare în mai 2015.

## Biodiversitate
Situată în ecoregiunea mediteraneană, aria protejată conține 9 habitate naturale: Pajiști carstice calcaroase sau bazofile, de Alysso-Sedion albi, Pajiști uscate europene, Pajiști umede mediteraneene cu ierburi înalte de Molinio-Holoschoenion, Matorral arborescenți cu Juniperus spp., Râuri mediteraneene cu debit permanent și vegetație de Glaucium flavum, Pante stâncoase calcaroase cu vegetație casmofită, Lande oro-mediteraneene cu formațiuni endemice de grozamă, Pseudostepă cu ierburi și specii anuale de Thero-Brachypodietea, Păduri de Quercus ilex și Quercus rotundifolia.
La baza desemnării sitului se află mai multe specii protejate:
- păsări (12): uliu porumbar (Accipiter gentilis), fâsă-de-câmp (Anthus campestris), buha (Bubo bubo), șorecarul comun (Buteo buteo), șerpar (Circaetus gallicus), Galerida theklae, acvilă pitică (Hieraaetus pennatus), ciocârlie de pădure (Lullula arborea), prigoare (Merops apiaster), Oenanthe leucura, Pyrrhocorax pyrrhocorax, silvie de tufiș (Sylvia undata)
- mamifere (2): liliac comun (Myotis myotis), liliacul mare cu potcoavă (Rhinolophus ferrumequinum)

Pe lângă speciile protejate, pe teritoriul sitului au mai fost identificate 8 specii de plante, 5 specii de păsări, 5 specii de amfibieni, 10 specii de mamifere, 2 specii de reptile.